# Ilan Attal
Pour les articles homonymes, voir Attal.
Ilan Attal  (né à Paris 12e) est depuis 2015 le rabbin de Tours (Indre-et-Loire).

## Biographie
Ilan Attal,,,est né dans le 12e arrondissement de Paris. Il a un frère et trois sœurs.

### Études
Après son baccalauréat, il étudie dans une yeshiva à Épinay-sur-Seine. Il continue ses études en Israël avant d'entrer au Séminaire israélite de France, dont il sort diplômé rabbin.

### Rabbin de Tours
De 2015 à 2016, Ilan Attal est le rabbin de Tours en Indre-et-Loire. Sa candidature est suggérée par Haïm Korsia, le grand-rabbin de France.